# Умершие в декабре 1996 года
Это список известных людей, соответствующих установленным критериям значимости (см. Википедия:Критерии значимости персоналий), умерших в декабре 1996 года.
Причина смерти указывается лишь в исключительных случаях (убийство, самоубийство, гибель в результате военных действий, смертная казнь, ДТП или несчастные случаи). В остальных случаях — не указывается.
- 1 декабря — Рубен Папоян (75) — Полный кавалер Ордена Славы.
- 2 декабря — Мелик Дадашев (72) — советский актёр,народный артист Азербайджанской ССР.
- 2 декабря — Глеб Цветков (74) — советский и украинский исследователь истории международных отношений и внешней политики СССР и США.
- 3 декабря — Бабрак Кармаль (67) — председатель Революционного Совета Демократической Республики Афганистан (1979—1986).
- 6 декабря — Алексей Бабенко (73) — советский лётчик-испытатель, заместитель командира эскадрильи.
- 7 декабря — Павел Писаренко (75) — старшина Советской Армии, участник Великой Отечественной войны, Герой Советского Союза.
- 9 декабря — Ален Поэр (87) — французский государственный деятель, председатель Сената Франции на протяжении почти 24-х лет, единственный во французской истории временно исполняющий обязанности президента республики (1969, 1974).
- 11 декабря — Семита Кушуль (90) — ведущий караимовед, собирательница материального и духовного наследия караимского народа.
- 12 декабря — Моисей Найш (84) — советский инженер, организатор производства.
- 12 декабря — Владимир Рыженков (51) — советский и белорусский деятель спорта, министр спорта и туризма Белоруссии 1995 — 1996 годов .
- 12 декабря — Николай Черных — участник Великой Отечественной войны, Герой Советского Союза.
- 13 декабря — Василий Плесинов (73) — участник Великой Отечественной войны, Герой Советского Союза.
- 14 декабря — Сергей Дзюба (71) — Герой Социалистического Труда.
- 14 декабря — Зиновий Копысский (80) — белорусский советский историк.
- 15 декабря — Лев Сена (88) — советский физик, доктор физико-математических наук, профессор.
- 17 декабря — Владимир Ананьев (67) — народный депутат Украины 1-го созыва, по профессии горный инженер-шахтостроитель.
- 17 декабря — Сергей Селезнёв (52) — советский и российский военачальник. Командующий войсками Ленинградского военного округа.
- 18 декабря — Борис Мееровский (74) — советский и российский философ, специалист по истории западноевропейской философии и теории научного атеизма.
- 19 декабря — Марчелло Мастроянни (72) — итальянский актёр.
- 19 декабря — Юрий Киселёв (82) — советский театральный режиссёр, актёр, педагог, народный артист РСФСР (1963).
- 19 декабря — Павел Козловский (85) — белорусский советский историк.
- 20 декабря — Амата Кабуа (68) — первый президент Маршалловых Островов (1979—1996).
- 20 декабря — Карл Саган (62) — американский астроном, астрофизик и выдающийся популяризатор науки.
- 21 декабря — Маргрет Рей — американская детская писательница.
- 23 декабря — Владимир Балашов (76) — советский актёр, заслуженный артист РСФСР.
- 23 декабря — Иван Коваль (86) — участник Великой Отечественной войны, Герой Советского Союза.
- 23 декабря — Гурий Тимохин (74) — участник Великой Отечественной войны, Герой Советского Союза.
- 23 декабря — Евдокия Урусова (88) — советская актриса.
- 24 декабря — Тамара Алёшина-Александрова (68) — советская, молдавская оперная певица.
- 24 декабря — Василий Пипчук (72) — участник Великой Отечественной войны, полный кавалер ордена Славы.
- 25 декабря — Людмила Давыдова (57) — советская актриса.
- 25 декабря — Игорь Жданов (76) — латвийский и советский шахматист.
- 25 декабря — Константин Кухаров (72) — участник Великой Отечественной войны, Герой Советского Союза.
- 25 декабря — Юрий Попов (75) — советский радиожурналист.
- 25 декабря — Суламифь Цыбульник (83) — советский кинорежиссёр, одна из самых известных режиссёров Украины.
- 26 декабря — Павел Егоров — старший сержант Рабоче-крестьянской Красной Армии, участник Великой Отечественной войны, Герой Советского Союза.
- 26 декабря — Леонид Сахарный (62) — русский, советский лингвист, один из инициаторов психолингвистических исследований в СССР.
- 27 декабря — Фёдор Ванин (74) — Герой Советского Союза.
- 27 декабря — Фридрих Пустынский (71) — главный конструктор производственного объединения «Таллэкс».
- 28 декабря — Юрий Мельников (74) — советский и российский поэт, журналист. Член Союза писателей СССР (1961).
- 28 декабря — Василий Раков (87) — Герой Советского Союза.
- 29 декабря — Василий Мыхлик (74) — дважды Герой Советского Союза.
- 31 декабря — Александр Ковшов (78) — советский спортсмен, Заслуженный тренер СССР.
- 31 декабря — Лев Ошанин (84) — поэт, автор более 70 поэтических сборников, стихотворных повестей и пьес.